# Вакуленко Олександр Анатолійович
Олекса́ндр Анато́лійович Вакуленко (1988—2022) — молодший лейтенант збройних сил України, учасник російсько-української війни.

## Життєпис
Народився 4 січня 1988 року в місті Кролевець Сумської області. Закінчивши навчання у Кролевецькій ЗОШ № 3, здобув вищу освіту у Національному університеті харчових технологій.
11 вересня 2022 року мобілізований на військову службу, був командиром взводу у 66 механізованій бригаді.
Загинув 28 листопада 2022 року біля села Червонопопівка Луганської області.
Похований у Кролевці.

## Нагороди
- Орден «За мужність» III ступеня[1].
- Нагрудний знак «66 окрема механізована бригада Сухопутних військ».